# 重庆国际金融中心
重庆国际金融中心（英語：Chongqing International Financial Centre，縮寫：IFC），由重庆江北嘴中央商务区开发投资有限公司、美国兆华斯坦地产集团、重庆鑫根置业有限公司三方合作修建。项目坐落于重庆市江北区江北嘴中央商务区A13地块。与A07、A11地块所在高楼形成“品”字形布局，成为江北嘴“三冠”。项目总投资100亿元人民币，建筑面积50万平方米。重庆国际金融中心将于2018年后正式投入使用。作为江北嘴中央商务区的城市楼宇综合体，项目包含写字楼、公寓、娱乐、购物等多项功能。

## 周围交通
公共交通线路
- 101路、861路

项目附近车站
- 重庆轨道交通大剧院站、江北城站
- 重庆公交索道二号线（嘉陵江索道）江北城站

## 重庆其他国际金融中心
| 名称（中文）       | 区域（重庆） | 开发           | 状态 | 设计      |
| ------------------ | ------------ | -------------- | ---- | --------- |
| 九龙仓国际金融中心 | 江北区江北嘴 | 香港九龙仓集团 | 建成 | Wong Tong |
| 国际金融中心       | 南岸区南滨路 | 泰正集团       | 建成 |           |
| 英利国际金融中心   | 渝中区解放碑 | 英利国际置业   | 建成 |           |
| 万豪国际金融中心   | 渝中区解放碑 | 未知           | 停工 | 未知      |